# Коэффициент Солкофа
Коэффициент Солкофа — показатель, помогающий определению мест среди участников, набравших равное количество очков в турнирах, проводимых по швейцарской системе в интеллектуальных играх, таким как шахматы, шашки, сёги, го, рэндзю и им подобные. Участнику, имеющему больший коэффициент Солкофа, присуждается более высокое итоговое место в турнире. Идея применения коэффициента заключается в том, что участнику, игравшему с более сильными соперниками (соперниками, набравшими в сумме больше очков), присуждается более высокое итоговое место.

## Принцип расчёта
Коэффициент Солкофа (Solkoff) (также используется название коэффициент Бухгольца Bh) — для его расчёта суммируются очки, набранные всеми соперниками, с которыми играл спортсмен. В базах данных обозначается Wp, а также Solk.
Усечённый коэффициент Солкофа (Truncated Solkoff) — для его вычисления суммируются очки, набранные всеми соперниками игрока, исключая самый худший результат. В таблицах указывается со знаком (-1) или Wpl или S Solk.
В случае равенства исключается 2 худших результата (-2), если снова равенство, то исключается 3 худших результата (-3) и так далее до появления разницы в коэффициенте. В базах данных обозначается Full Truncated Solkoff.
Усреднённый коэффициент Солкофа (Median Solkoff) — для его расчёта суммируются очки, набранные всеми соперниками, исключая самый лучший и самый худший результаты. Все несыгранные партии (+/-) условно считаются ничейными. В базах данных используется обозначение Wphl, а также M Solk.
Сумма коэффициентов Солкофа (Solkoff plus) — для её расчёта суммируются коэффициенты Солкофа, набранные всеми соперниками, с которыми играл спортсмен. В базах данных обозначается Solk+.
Коэффициент Солкофа-Балякина (Solkoff Baliakin) — суммируются очки каждого соперника умноженные на его коэффициент Солкофа.